# Protéinurie
La protéinurie est l’excès de protéines dans l'urine, qu’elle soit physiologique ou pathologique. Elle est quantifiée en grammes par 24 h. On parle parfois d'albuminurie, l’albumine étant la protéine la plus présente en quantité dans les protéinuries d'origine glomérulaire.

## Méthodes d'étude

### Bandelette urinaire
La bandelette urinaire est une méthode colorimétrique qui donne une évaluation semi-quantitative de la protéinurie à partir de 50 à 100 mg pour l'albumine. Elle ne détecte pas les chaînes légères d'immunoglobulines ni les autres protéines de bas poids moléculaire. De plus, elle se positive anormalement lorsque les urines sont basiques (pH > 8) ou en cas d'infection urinaire. Il s'agit de la méthode de dépistage la plus utilisée.
Les résultats sont exprimés sous la forme de croix, où une croix correspond à un taux insignifiant de protéines (< 300 mg/24h), deux croix "++" désignent au moins 1 g/24h, et trois croix "+++" indiquent une protéinurie supérieure à 3 g/24h.
Dans ce dernier cas, l'étiologie est la plupart du temps glomérulaire

### Dosage pondéral

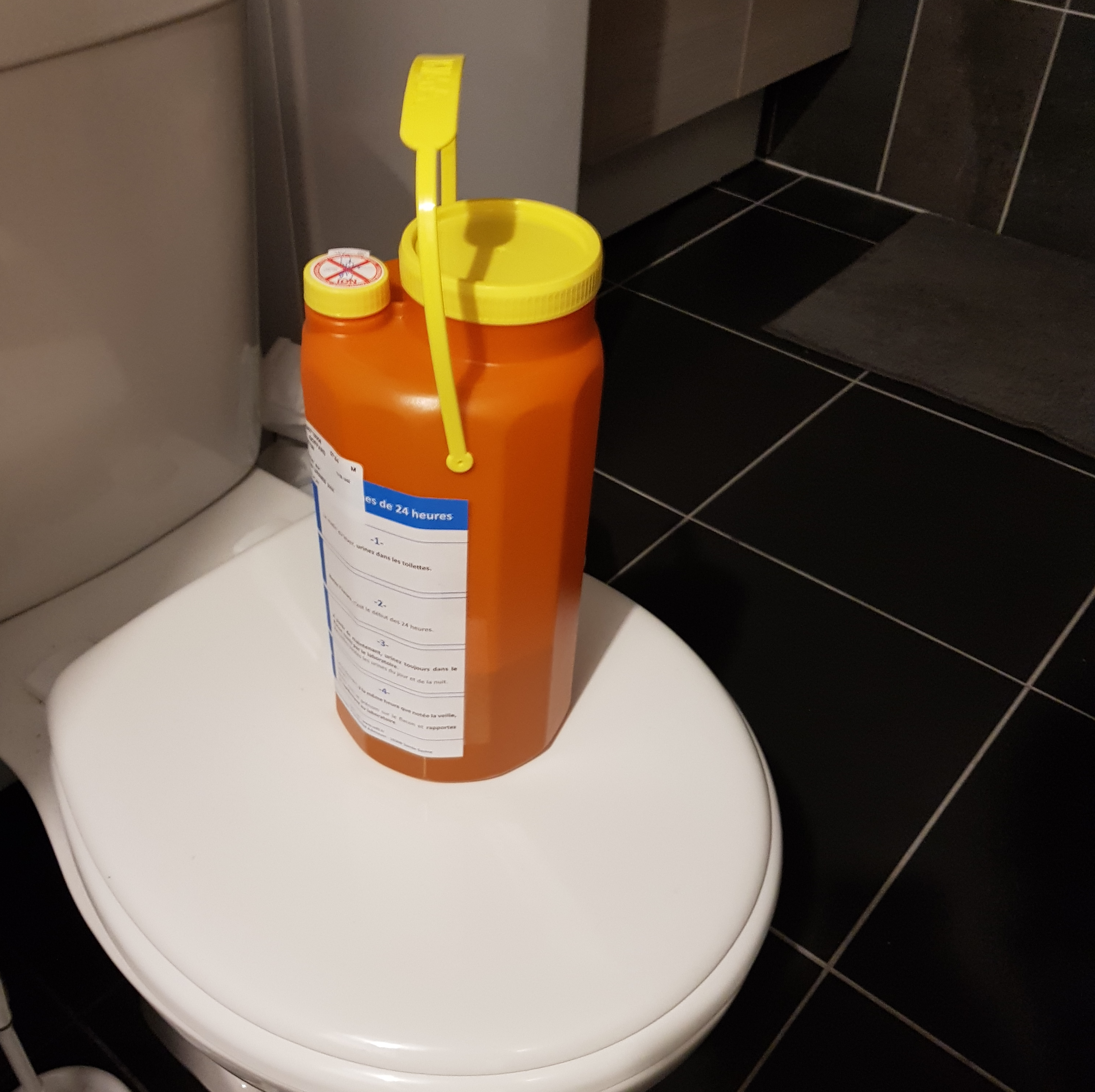
Flacon servant au recueil des urines de 24 heures.

Le dosage pondéral des protéines dans les urines a une plus grande sensibilité, cette technique tient compte de presque toutes les protéines. Le dosage se fait sur les urines de 24 heures, la normale étant inférieure à 0,15 g/j. La technique permet aussi de réaliser une électrophorèse des protéines urinaires.
Le recueil des urines de 24 h étant parfois complexe, le dosage de la protéinurie peut être faite sur un échantillon. Dans ce cas, il est mesuré le rapport protéine/créatinine urinaire qui permet d'avoir une bonne sensibilité mais une plus faible spécificité dans le dépistage des protéinuries. Cet indice est bien corrélé avec la protéinurie des 24 h.

### Électrophorèse des protéines urinaires
L'électrophorèse permet de déterminer le caractère sélectif (>80 % d'albumine) ou non de la protéinurie. Cette méthode d'analyse permet de détecter des protéines de Bence-Jones, constituées de chaînes légères kappa ou lambda d'immunoglobulines. Ces dernières précipitent à 50 °C.

## Épidémiologie
Elle est retrouvée dans environ 1 % de la population générale, un tiers des diabétiques, un hypertendu sur sept et une personne de plus de 60 ans sur six.

## Diagnostic
Une protéinurie pouvant aller jusqu'à 150 mg/24h est physiologique. En effet, la quasi-totalité des protéines traversant le rein, 10 à 15 kg par jour, n'est pas excrétée. Une faible proportion de protéines est filtrée (c'est-à-dire traverse la paroi capillaire du glomérule rénal), ces protéines filtrées sont à leur tour réabsorbées dans le tubule proximal (sauf les 100 à 150 mg/24h excrétées).
La protéinurie physiologique est constituée de 40 % de protéines de Tamm-Horsfall et les 60% se répartissent entre : bêta2 microglobulines, lysozyme et chaînes légères kappa ou lambda.
L'albumine, quant à elle, ne doit pas être supérieure à 30 mg/24h. Entre 30 mg/24h et jusqu'à 300 mg/24h, il s'agit d'une microalbuminurie. Au-delà de 300 mg/24h d'albuminurie, il s'agit d'une protéinurie.
Cliniquement, les urines peuvent être mousseuses du fait de la présence de protéines à action tensio-actives.

## Types
On distingue principalement trois grands types de protéinurie, à savoir :

### Protéinurie glomérulaire
C'est la protéinurie la plus fréquente et donne les protéinuries les plus abondantes.
La protéinurie glomérulaire est le passage de protéines, principalement d'albumine, au travers d'une barrière glomérulaire lésée, dont la fonction normale est précisément d'en empêcher le passage. C'est la protéinurie du syndrome néphrotique, de la glomérulonéphrite, et du diabète sucré. L'albuminurie étant une protéinurie sélective, contenant essentiellement de l'albumine (> 60%).
On la retrouve aussi dans l'éclampsie.

### Protéinurie tubulaire
La protéinurie tubulaire consiste en une déficience  de la réabsorption de protéines au niveau du tubule rénal. Les protéines retrouvées sont de nature différente : il s'agit notamment de la bêta-2 microglobuline.

### Paraprotéinurie de surcharge
La paraprotéinurie de surcharge est due à la production d'une paraprotéine en excès. L'exemple typique est la protéinurie de Bence-Jones accompagnant les gammapathies monoclonales, où la protéine est la chaîne légère d'anticorps monoclonaux.

### Protéinurie orthostatique
Elle est présente surtout chez la personne jeune, la protéinurie ne survenant alors que lors d'une position debout prolongée. Le diagnostic est suspecté lorsque la protéinurie du matin (urines de la nuit) est très sensiblement inférieure à celle mesurée sur un échantillon prélevé le soir. Elle n'a aucune conséquence ou complication.
La protéinurie régresse typiquement après 2 heures de décubitus. 

## Complications

### Syndrome œdémateux
Lorsque la protéinurie est trop sévère, elle entraîne une hypoprotéinémie généralisée. Cela se traduit par une baisse de la pression oncotique vasculaire entraînant la fuite de sodium et d'eau, du sang vers le secteur interstitiel. Ainsi la première manifestation d'une protéinurie sont les œdèmes, des épanchements pleuraux, de l'ascite, voire un véritable anasarque. Les œdèmes sont blancs, mous et « prennent le godet ». Ils se localisent essentiellement dans les chevilles et les jambes.
L'association d'une protéinurie > 3 g/24h et une hypoalbuminémie < 30 g/L forme le syndrome néphrotique, reflet d'une altération significative de la barrière glomérulaire qui devient perméable pour les grosses protéines.

### Complications aigües
La perte de protéines de la coagulation favorise également des thromboses vasculaires dues à une hypercoagulabilité. La perte de protéines de l'inflammation favorise les infections. La protéinurie peut également se compliquer d'une insuffisance rénale.

### Complications chroniques
Les dyslipidémies, notamment une hypercholestérolémie parfois importante est une complication liée à l'augmentation de la synthèse hépatique des lipoprotéines. Lorsque la protéinurie devient chronique, elle se complique parfois d'une hypertension artérielle, d'une insuffisance rénale chronique, d'une dénutrition, de l'augmentation de la fraction libre des médicaments, de diverses anomalie métaboliques.
La présence d'une protéinurie est statistiquement associée avec un risque de mortalité plus élevée, un risque majoré de survenue de maladies cardiovasculaires ou une aggravation d'une maladie rénale,.

## Causes

### Atteinte rénale
- diabète sucré
- Glomérulonéphrite
- syndrome néphrotique
- rein unique, par hyperfiltration[5]

### Atteinte hématologique
- protéinurie de Bence-Jones, avec une présentation très évocatrice associant une bandelette urinaire négative pour les protéines, mais un dosage des protéines urinaires élevé.

## Traitement
Les protéinuries d'origine glomérulaire peuvent être contrôlées par un inhibiteur de l'enzyme de conversion. Le sparsentan, un antagoniste des récepteurs à l'endothéline et à l'angiotensine, est utilisée dans la réduction de la protéinurie liée à la néphropathie à IgA.